# 貝爾納普冰原島峰
72°30′S 97°36′W / 72.500°S 97.600°W
貝爾納普冰原島峰（英語：Belknap Nunatak），是南極洲的冰原島峰，位於埃爾斯沃思地，處於謝爾頓角西北面11公里的瑟斯頓島南岸，美國地質調查局根據測量和該國海軍的空中照片繪入地圖，現時由南極條約體系管理。